# Consenvoye-i német katonai temető
A franciaországi consenvoye-i német katonai temetőt 1920-ban alapították a francia hatóságok az első világháborúban elesett katonák elhantolására. A sírkertben több mint 11 ezer hősi halott nyugszik, túlnyomó többségük német.

## A sírkert
A Consenvoye közelében található temetőbe azok a német katonák kerültek, akik a Verdun és Stenay közötti területen vesztették életüket a környéken folyó harcokban. A sírkert fejlesztését 1926-ban kezdte meg a német hadisírgondozó bizottság. a következő években számos fát ültettek a területen. 1943-ban hatezer német katona földi maradványait szállították át Consenvoye-ba a Maas völgyének és az argonne-i erdő más temetőiből. A sírkertben 11 146 német katona, valamint az Osztrák–Magyar Monarchia 62 hősi halottja, egy orosz katona és egy nővér nyugszik.
2023 óta az első világháború temetői és emlékhelyei részeként a világörökséghez tartozik.

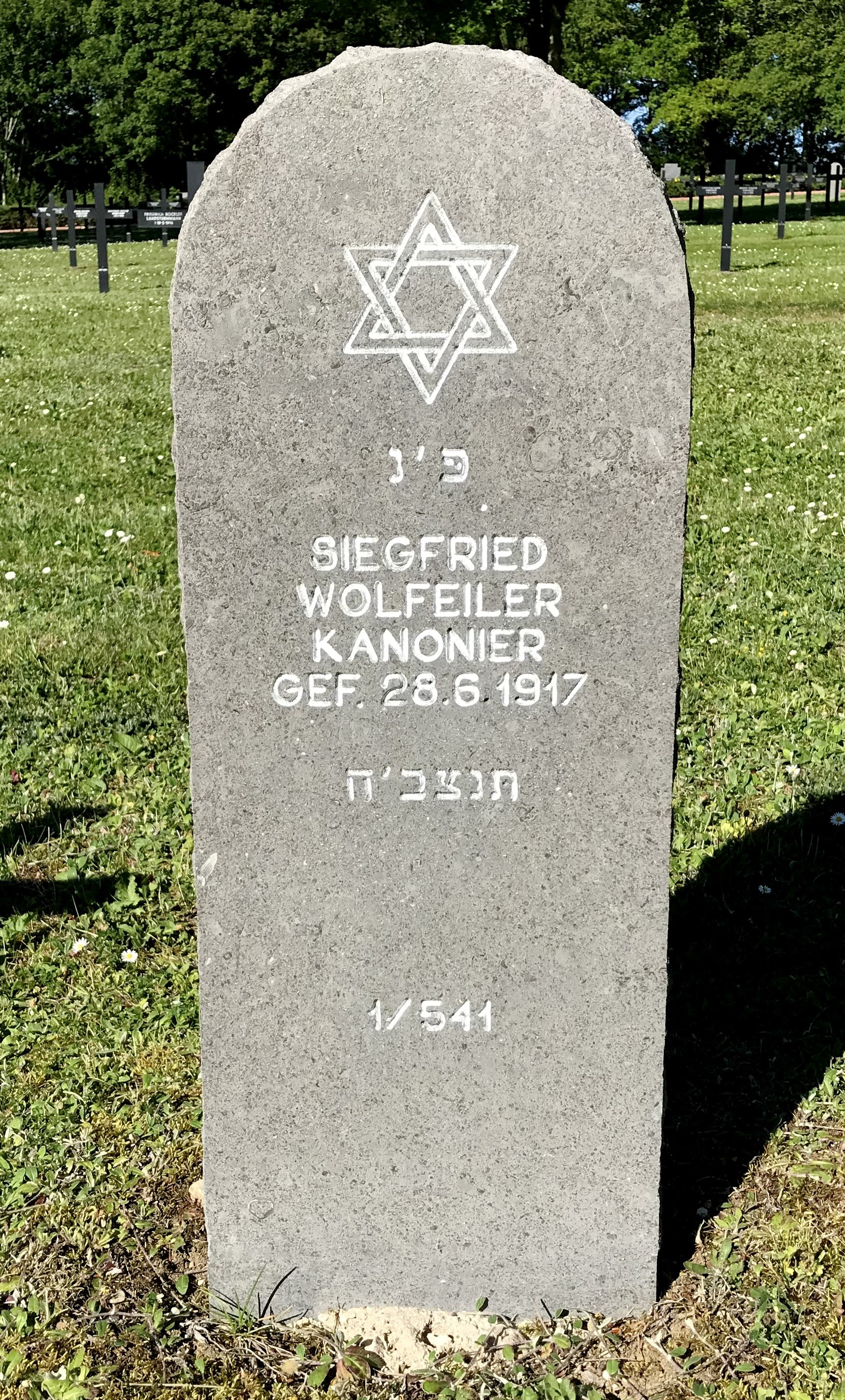
Egy zsidó lövegkezelő sírja
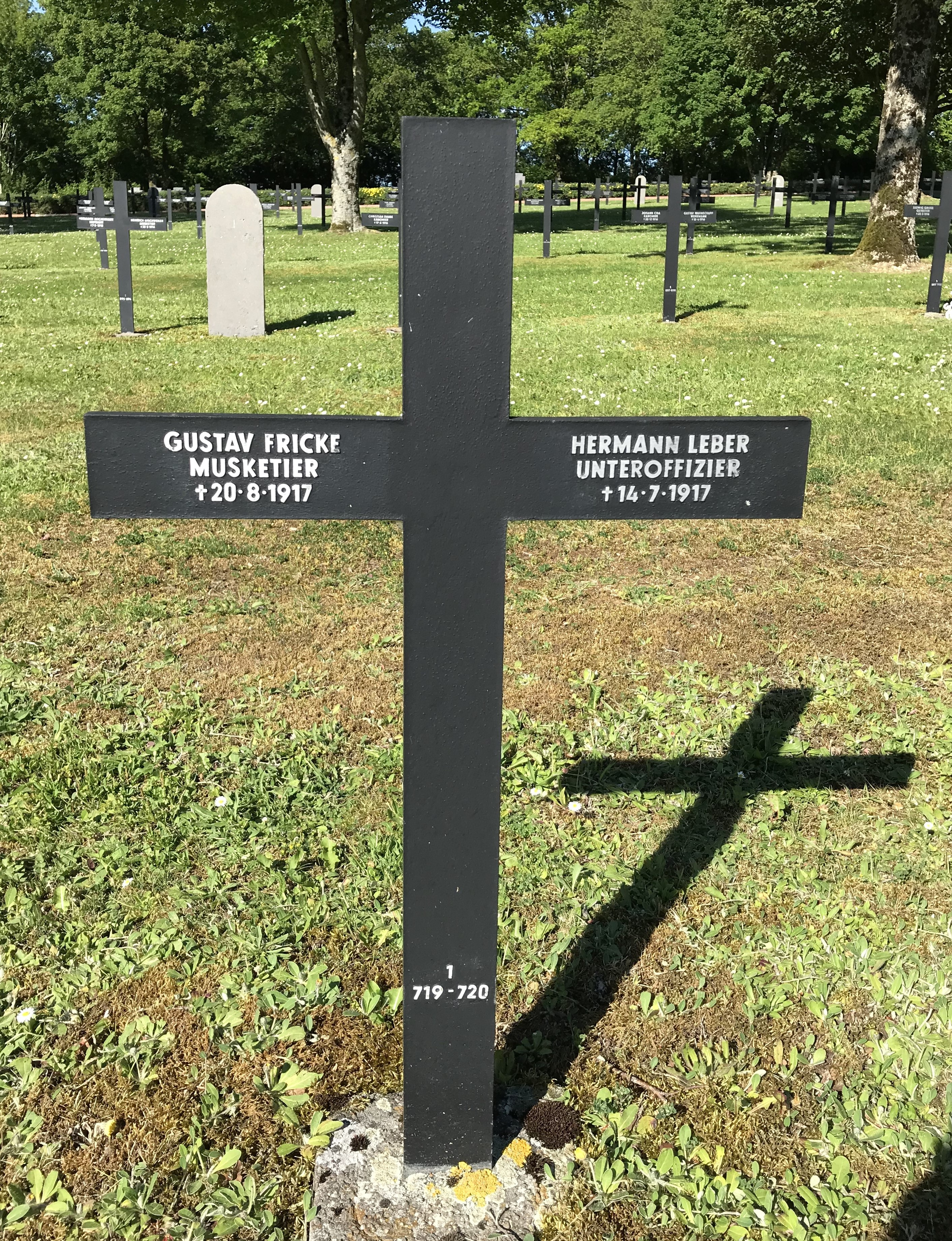
Egy lövész és egy altiszt keresztje
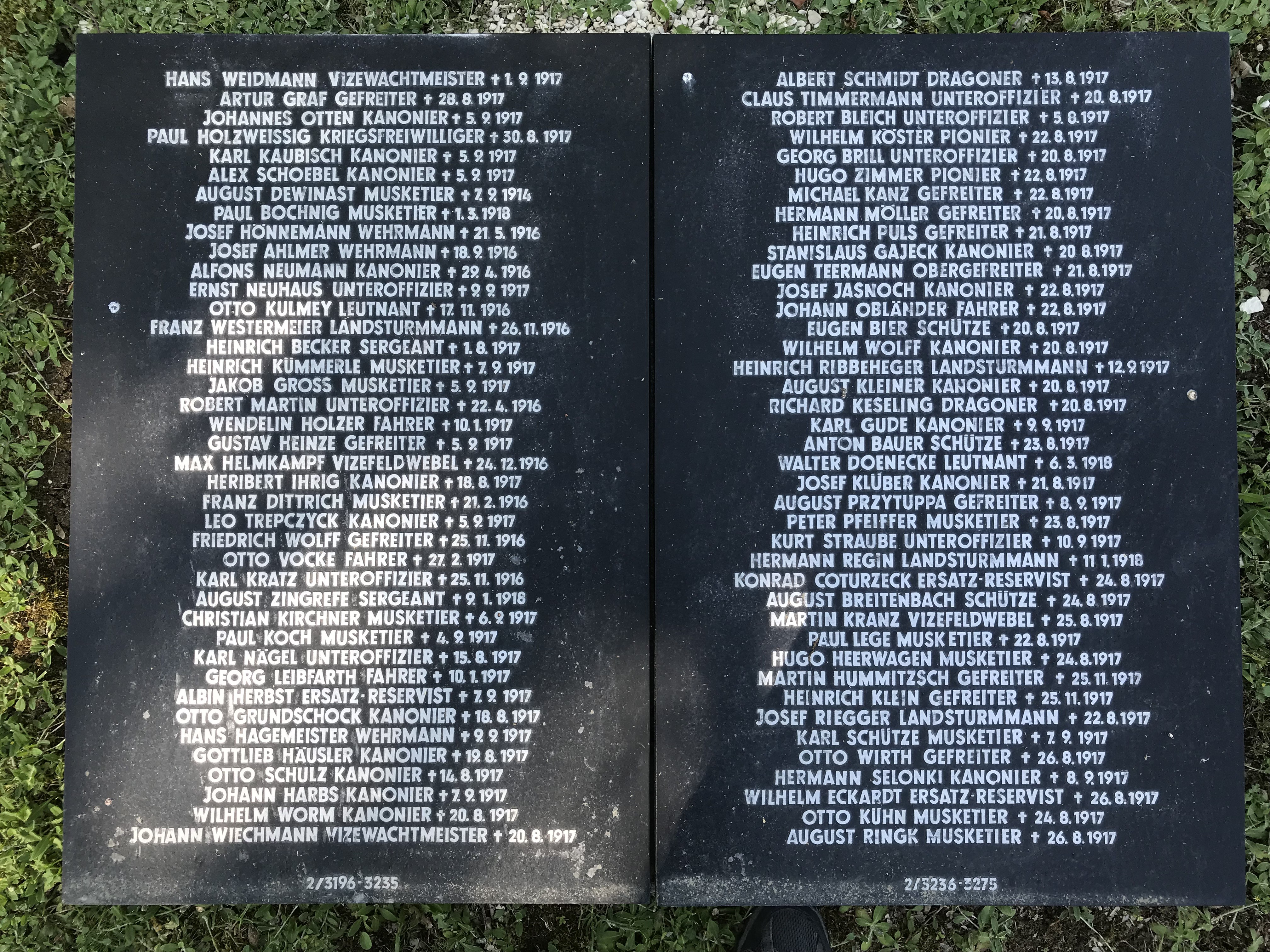
Nyolcvan hősi halott emléktáblája
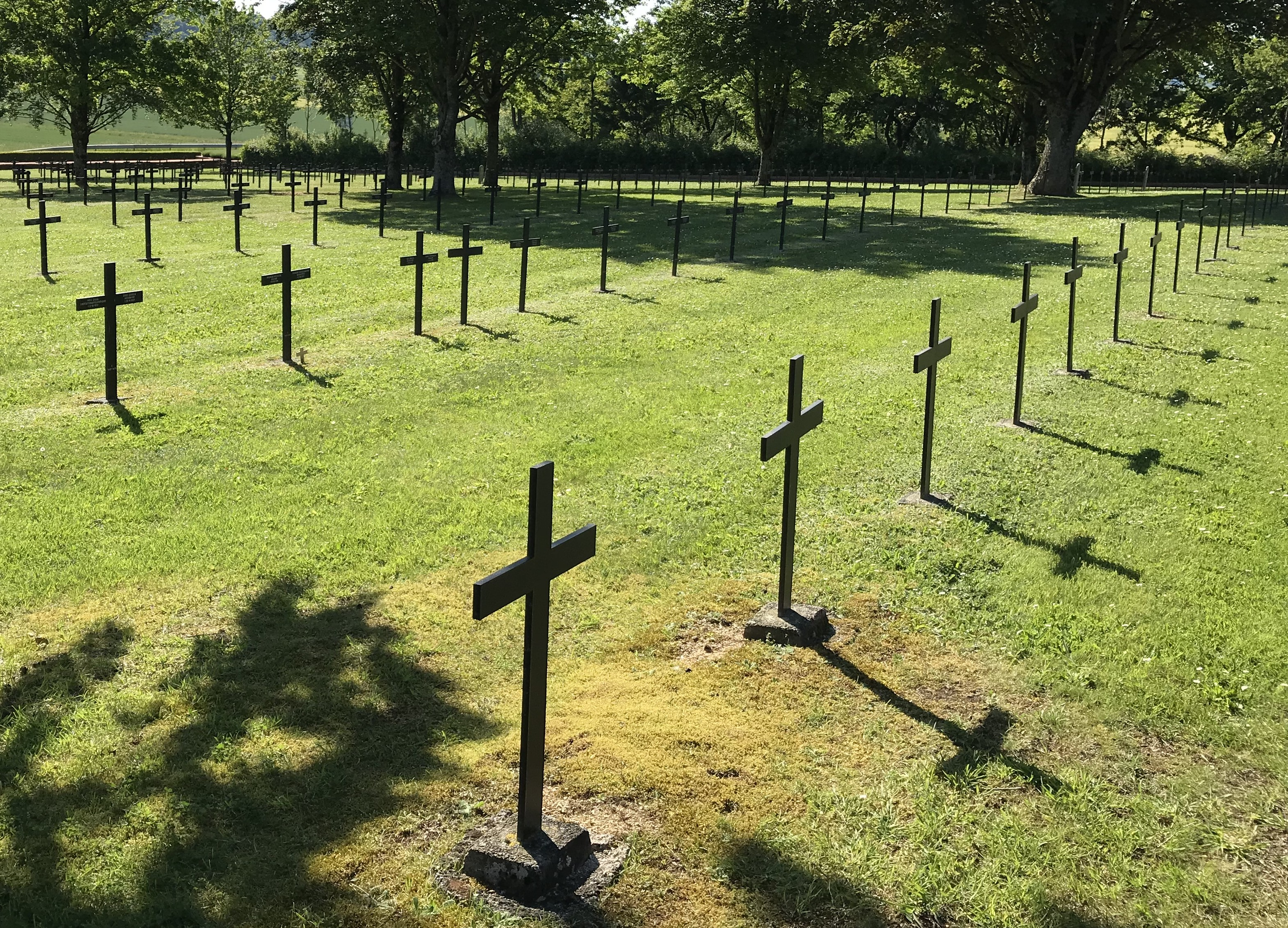
A temető